# Xenisthmus balius
Xenisthmus balius är en fiskart som beskrevs av Gill och Randall, 1994. Xenisthmus balius ingår i släktet Xenisthmus och familjen Xenisthmidae. Inga underarter finns listade i Catalogue of Life.